# 丸山下駅
丸山下駅（まるやましたえき）は、群馬県桐生市堤町三丁目にある上毛電気鉄道上毛線の駅。
駅名は、丸山（まるやま）の近くにあることに由来している。

## 歴史
- 1928年（昭和3年）11月10日 - 開業[2]。

## 駅構造
単式ホーム1面1線を有する地上駅。無人駅である。上毛線の1面1線ホームの駅のうち、線路の南側にホームがあるのは当駅のみである。

## 利用状況
出典はいずれも桐生市統計書より。
| 乗降人員推移       | 乗降人員推移 |
| 年度               | 1日平均人数  |
| ------------------ | ------------ |
| 2009年（平成21年） | 49           |
| 2010年（平成22年） | 50           |
| 2011年（平成23年） | 48           |
| 2012年（平成24年） | 51           |
| 2013年（平成25年） | 64           |
| 2014年（平成26年） | 58           |
| 2015年（平成27年） | 61           |
| 2016年（平成28年） | 56           |
| 2017年（平成29年） | 68           |
| 2018年（平成30年） | 56           |
| 2019年（令和元年） | 53           |
| 2020年（令和02年） | 40           |
| 2021年（令和03年） | 36           |

## 駅周辺
- 丸山
- 白髭神社（桐生市）
- 渡良瀬川
- 赤岩橋

## バス路線
最寄バス停は「丸山下」となる。
| 乗場                   | 系統           | 主要経由地                                                   | 行先     | 運行会社                        | 備考 |
| ---------------------- | -------------- | ------------------------------------------------------------ | -------- | ------------------------------- | ---- |
|                        | 川内線（幹線） | 小倉会館前、自然観察の森、四丁目集会所前、旧川北小前、名久木 | 吹上     | おりひめバス （桐生朝日自動車） |      |
| 小倉会館前、旧川北小前 | 川内線（幹線） |                                                              | 吹上     | おりひめバス （桐生朝日自動車） |      |
|                        | 川内線（幹線） | 桐生駅北口、厚生病院                                         | 新桐生駅 | おりひめバス （桐生朝日自動車） |      |

## 隣の駅
上毛電気鉄道
■上毛線
富士山下駅 - 丸山下駅 - 西桐生駅